# Шугаюпов, Вакиль Шакирович
Шугаю́пов Ваки́ль Шаки́рович (баш. Шөғәйопов Вәкил Шакир улы, 29 августа 1936 года, деревня Алькино, Салаватский район, БАССР — 28 июня 2017 года) — мастер по изготовлению и реставрации башкирских национальных музыкальных инструментов. Заслуженный деятель искусств Башкирской АССР (1988).

## Биография
Окончил Казанское художественное училище (1963). Работал учителем рисования и черчения уфимской средней школы № 77 (1963—1966), художником Башкирского отделения Художественного фонда РСФСР (1966—1981). С 1981 года и до конца жизни работал мастером по изготовлению курая — духового народного инструмента.
Впервые разработал способ изготовления курая из строганого шпона. Занимался поисками уцелевших образцов и возрождением думбыры — струнного щипкового башкирского народного инструмента. В мае 1985 года изготовленные Вакилем Шугаюповым образцы думбыры (сопрано, альт, бас) были рекомендованы и внедрены в широкое производство.
В 1995 году представил публике свою реконструкцию кыл-кубыза — национального смычного инструмента.

## Награды
- За свои проекты по реконструкции народных инструментов в 1988 году получил звание Заслуженного деятеля искусств Башкирской АССР.
- Премия Правительства Российской Федерации «Душа России» за вклад в развитие народного творчества в номинации «народная музыка» (2013)[1]